# Demokratska Partija Socijalista Crne Gore
Demokratska Partija Socijalista Crne Gore (forkortet DPS, dansk: Montenegros demokratiske socialistiske parti) er et politisk parti i Montenegro, som er aftager efter Montenegros kommunistparti. Det løsrev sig fra det serbisk dominerede parti i 1993. Partiet er demokratisk og socialdemokratisk, og har vundet parlamentsvalgene i Montenegro i 2001, 2002 og 2006, samt præsidentvalgene i 2003 og 2008.
Partiet ledes af tidligere premierminister Milo Đukanović, ved valget den 10. september 2006 var partiet med i den sejrende valgkoalitionen Koalitsija za Evropsku Crnu Goru (DLECG) – Koalitionen for et europæisk Montenegro. 